# Nodurile Ranvier

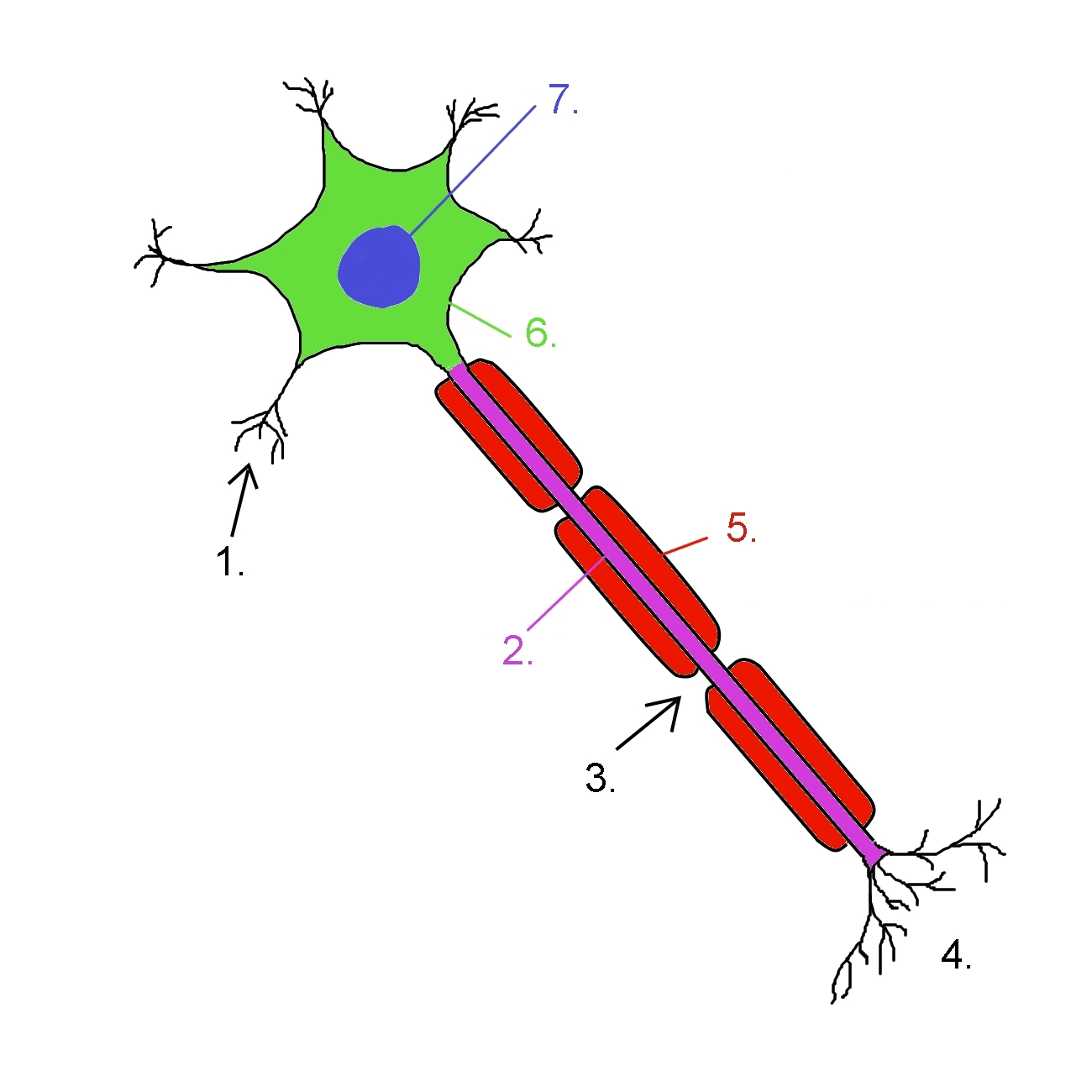
Neuron: 1.dendrită 2.axon 3.nod Ranvier 4.terminații axonale 5.celula Schwann(teacă de mielină) 6.corp celular 7.nucleu

Diagrama unui motoneuron cu axon cu teaca de mielină tipic vertebratelor.

Nodurile Ranvier sunt zone neuronale ce se găsesc intre 2 teci Schwan fiind o intrerupere în teaca de mielină. Teaca de mielină este un izolator electric, fiind secretată de către oligodendrocite (o celulă creează pentru un singur axon), iar în SNP este secretată de către celulele Schwan (o celulă creează pentru mai mulți axoni).
Nodurile Ranvier stimulează activitatea neuronală prin amplificarea stimulului electric de la nivelul neuronului. Stimulul electric este transmis din nod în nod prin conducere saltatorie deoarece depolarizarea se face numai la nivelul acestora.
In axonii cu mielină viteza inpulsului nervos este de 100 m/s iar în axonii fără mielină viteza este de 10m/s.
Din aceste noduri ies ramificații colaterale.